# Brouwersbrug
De Brouwersbrug is een vaste brug in de Nederlandse stad Haarlem. 

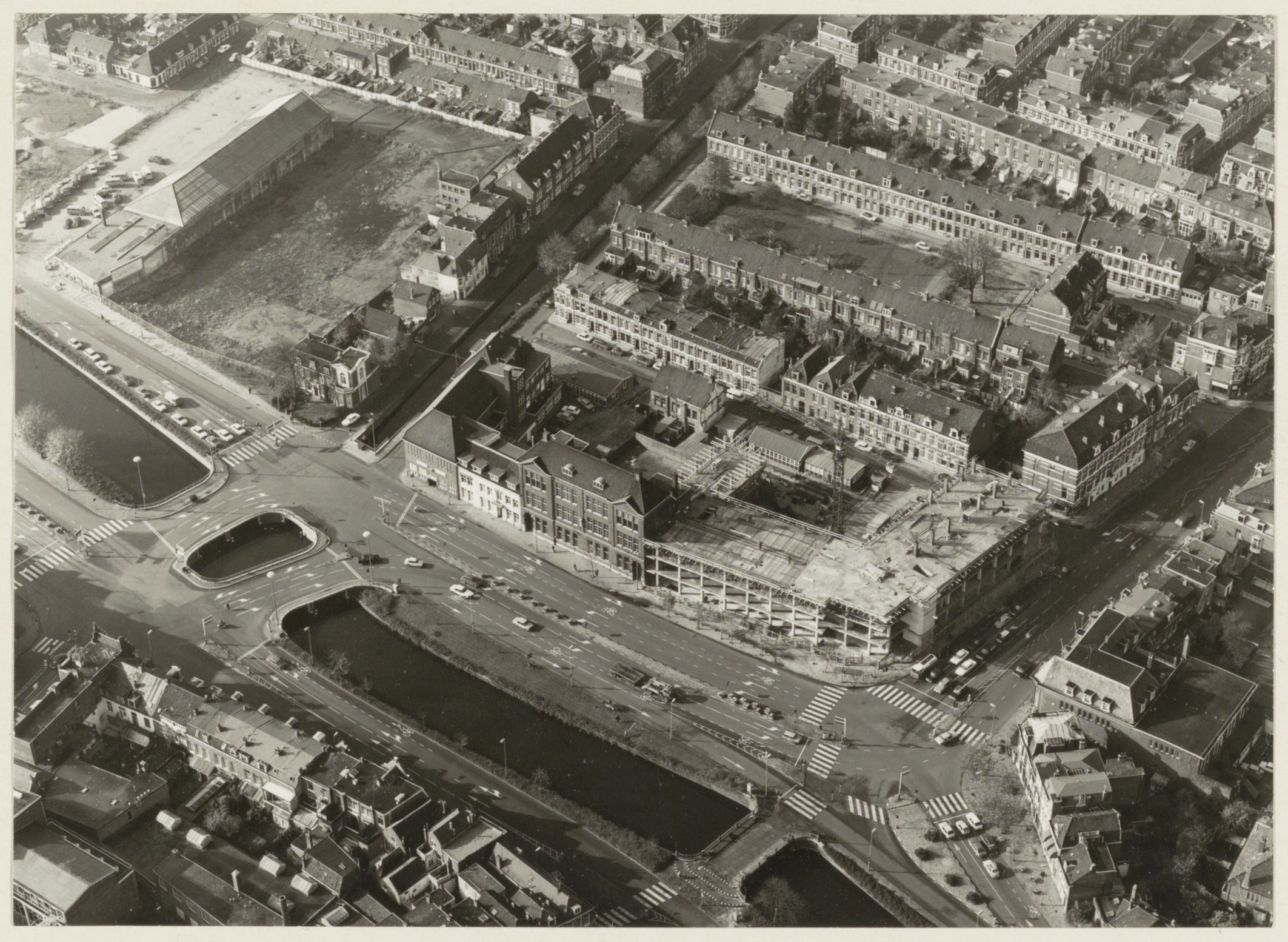
Luchtfoto van het stadsdeel bij de Zijlsingel. Met linksmidden de Brouwersvaart en de Zijlsingel linksonder. Daar waar deze twee waterlopen elkaar kruizen ligt de Brouwersbrug

De brug overspant de Brouwersvaart. De brug ligt bij de monding op de Stadsbuitensingel, plaatselijk de Zijlsingel geheten. De brug verbindt de Zijlsingel met de Leidsevaart en is vernoemd naar de vaart die door deze brug wordt overspant. Deze vaart is op zijn beurt vernoemd naar de vele bierbrouwerijen die ten tijde van de middeleeuwen zich in de stad bevonden, waarmee onder andere via deze vaart werden voorzien van schoon water vanuit de duinen. De recentste brug dateert uit 1967.